# Діордиця Олександр Пилипович
Олекса́ндр Пили́пович Діордиця (нар. 12 вересня 1911, село Гандрабури, Ананьївського повіту Херсонської губернії, тепер Одеської області —1 квітня 1996, місто Москва, Російська Федерація) — молдовський радянський політичний діяч, голова Ради міністрів Молдавської РСР. Член Бюро ЦК КП Молдавії. Кандидат у члени ЦК КПРС у 1961—1971 роках. Депутат Верховної Ради СРСР 3—7-го скликань.

## Біографія
Народився 12 вересня 1911 року в селі Гандрабури, Ананьївський повіт, Херсонська губернія.
З 1930 по 1932 — вчитель початкової школи в Гандрабурах.
З 1932 по 1933 — секретар комсомольської організації колгоспу.
З 1933 по 1936 — заступник начальника Управління державних ощадних кас і держкредиту Молдавської АРСР.
У 1938 закінчив Ленінградську фінансову академію.
З 1938 по 1939 — завідувач бюджетним відділом Наркомату фінансів Молдавської АРСР.
З 1939 по 1940 — завідувач торгово-фінансовим сектором Управління справами РНК Молдавської АРСР.
З 1940 по 1941 — заступник наркома фінансів Молдавської РСР.
У 1941 — червоноармієць комуністичного батальйону з оборони Одеси.
З 1941 по 1942 — заступник начальника Чкаловського (Оренбурзького) обласного управління ощадкас.
З 1942 по 1946 — заступник наркома фінансів Молдавської РСР.
З 1946 по 1955 рік — міністр фінансів Молдавської РСР.
З 26 лютого 1955 по 23 січня 1958 року — заступник голови Ради міністрів Молдавської РСР.
У 1958 році закінчив заочну Вищу партійну школу при ЦК КПРС.
З 23 січня 1958 по 15 квітня 1970 року — голова Ради міністрів Молдавської РСР. Одночасно міністр закордонних справ Молдавської РСР.
З 1970 по 1978 — 1-й заступник голови Держкомітету цін Ради міністрів СРСР. З 1978 по 1983 — 1-й заступник голови Держкомітету СРСР з цін.
З 1983 року — персональний пенсіонер союзного значення в Москві.
1 квітня 1996 року помер в Москві, Росія. Похований в Москві на Новокунцевському цвинтарі.

## Нагороди
- два ордени Леніна
- орден Жовтневої Революції
- два ордени Трудового Червоного Прапора
- орден Вітчизняної війни ІІ ст.
- медалі